# Incheon Tower
El Incheon Tower es un rascacielos superalto propuesto para la construcción en Incheon, Corea del Sur. El diseño se compone de dos torres de 102 plantas cada una y 487 m de altura (1.598 ft), además estarán conectadas por tres skybridges. La construcción comenzó en el 20 de junio de 2008. Pero la construcción no parece avanzar.
La torre fue pospuesta con la posibilidad de un rediseño a una altura mayor. Pero el diseño se redujo de 613 m a 487 m manteniendo el mismo diseño.
El rascacielos está diseñado para representar la ciudad de Songdo, que incluye oficinas, espacios residenciales y un hotel. Sería un punto de referencia de Corea si se construyese. El proyecto entero de New Songdo City costará $ 35.000.000.000, que cubrirá más de 6 km² (2,3 millas cuadradas) de terreno y está a unos 32 km de la capital del país, Seúl. La promotora Portman Properties, dirigida por John Portman, firmó un acuerdo con los funcionarios de Corea del Sur para construir la torre.